# Eduard Iegórov
Eduard Iegórov   (7 de gener de 1940) és un waterpolista rus, ja retirat, que va competir sota bandera de la Unió Soviètica durant la dècada de 1960.
El 1964 va prendre part en els Jocs Olímpics d'Estiu de Tòquio, on guanyà la medalla de bronze en la competició del waterpolo. Es proclamà dues vegades campió de l'URSS.